# Juan Carlos Jácome
Juan Carlos Jácome Fonseca (Quito, 6 novembre 1960) è un ex calciatore ecuadoriano, di ruolo difensore.

## Carriera

### Club
Ha sempre giocato nel campionato ecuadoriano.

### Nazionale
Con la maglia della Nazionale ha partecipato alla Copa América nel 1987.